# Alio Mircchulawa
Alio Mircchulawa (ur. 28 kwietnia 1903 w Chordze  – zm. 1971), poeta gruziński. Uprawiał poezję polityczną, pisał poematy epickie, m.in. Enguri (1939). Akcentował znaczenie twórczości w życiu narodu, tworzył przekłady klasycznej poezji rosyjskiej i utworów Adama Mickiewicza oraz Juliusza Słowackiego.